# Sphaerotheca leucorhynchus
Sphaerotheca leucorhynchus là một loài ếch thuộc họ Ranidae.
Đây là loài đặc hữu của Ấn Độ.
Môi trường sống tự nhiên của chúng là đầm nước ngọt có nước theo mùa.